# کلود دو فلوری
کلود دو فلوری (به فرانسوی: Claude de Fleury) مورخ قرن هفدهم میلادی اهل فرانسه است.